# Эльхлепп, Фридрих
Фридрих Эльхлепп (нем. Friedrich Elchlepp; 4 июля 1924, Бидериц — 2 марта 2002, Росток) — военно-морской деятель ГДР, в 1956 году начальник штаба и заместитель командующего ВМС ГДР, контр-адмирал (1984 год).

## Биография
Из семьи учителя. В годы Второй мировой войны служил в кригсмарине. Некоторое время служил вахтенным офицером на подводной лодке U-3514. В мае 1945 года в чине обер-лейтенанта цур Зее сдался англичанам в Норвегии.
После освобождения из плена Эльхлепп вернулся в 1946 году на территорию Советской зоны оккупации Германии, вступил в СЕПГ (в 1946 году) и Объединение свободных немецких профсоюзов (в 1949 году).
В 1946—1949 годах учился в Галле-Виттенбергском университете, где изучал юриспруденцию. В 1949 году работал служащим в правительстве Саксонии.
28 февраля 1950 года вступил в ряды Морской народной полиции, предшественницы Военно-морского флота ГДР. В 1950—1951 годах в чине инспектора руководил отделом в Главном Управлении Морской Полиции. В 1951—1953 годах командовал базой Морской Народной полиции Восток в Волгасте. В 1953—1954 годах руководил оперативным штабом Морской народной полиции. С 1 августа 1954 года по 28 февраля 1956 года занимал должность начальника штаба Морской народной полиции.
1 марта 1956 года были официально образованы Военно-морские силы ГДР (как часть Национальной Народной Армии) и капитан цур Зее Эльхлепп стал первым начальником штаба ВМС, а также одновременно заместителем командующего ВМС. Занимал он эту должность недолго: уже 30 июня 1956 года его сменил контр-адмирал Хайнц Нойкирхен.
В 1956—1957 годах он проходил обучение в Военно-морской академии им. К. Е. Ворошилова в Ленинграде.
В 1958—1960 годах служил заместителем начальника Высшей офицерской школы ВМС им. Карла Либкнехта в Штральзунде (Offiziershochschule «Karl Liebknecht»).В 1960—1981 годах служил аварийным комиссаром ГДР в командовании Фольксмарине (Havariekomissar der DDR, Kdo.VM).
В 1981—1984 годах занимал должность морского комиссара ГДР в командовании фольксмарине (Seekomissar der DDR. Kdo. VM.)
30 ноября 1984 года он получил звание контр-адмирала и в этот же день был уволен в отставку.

## Избранные награды
- Орден «За заслуги перед Отечеством» в серебре;
- Военный орден «За заслуги перед народом и Отечеством» в золоте.

## Воинские звания
- контр-адмирал — 30 ноября 1984.